# Enota deželne decentralizacije Videm
Enota deželne decentralizacije Videm (italijansko Ente di decentramento regionale di Udine) je največja od štirih upravno-ozemeljskih enot italijanske dežele Furlanije - Julijske krajine. Na severu meji na Avstrijo, na vzhodu na Slovenijo in enoto deželne decentralizacije Gorica, na jugu na Jadransko morje ter na zahodu na enoto deželne decentralizacije Pordenone ter deželo Benečijo.  
Kot Pokrajina Videm (Videmska pokrajina, italijansko Provincia di Udine) je bila ustanovljena na ozemlju, pridobljenem od Avstrije leta 1866. Prebivalci so večinoma Furlani, poleg Italijanov pa tudi Slovenci v Reziji, v Terski in Nadiških dolinah (Beneška Slovenija), od 1923 tudi Kanalsko dolino (trbiški okraj). Leta 1921 so v pokrajini našteli 35 036 slovensko govorečih prebivalcev, leta 1983 pa v 21 občinah 18 107 (uradna ocena). Ko je bil januarja 1923 pokrajini priključen večji del goriško-gradiščanskega ozemlja (tolminsko, goriško, gradiščansko okrožje), z namenom, da bi bilo s tem slovensko prebivalstvo v manjšini, so jo preimenovali v Pokrajino Furlanija (Provincia del Friuli). Januarja 1927 je bila za to ozemlje ustanovljena Pokrajina Gorica. Po drugi svetovni vojni je bila Pokrajina Videm pod zavezniško vojaško upravo (cona A) Svobodnega tržaškega ozemlja, po mirovni pogodbi z Italijo (1947) pa je spet prešla pod italijansko suverenost. Od maja 1964 je skupaj z Goriško in Tržaško pokrajino (od leta 1968 tudi Pordenonsko pokrajino, odcepljene od videmske) sestavljala deželo s posebnim statutom Furlanijo - Julijsko krajino. 
Pokrajina je bila ukinjena z deželnim zakonom Furlanije - Julijske krajine št. 20 z dne 9. decembra 2016. Nadomeščena je bila z desetimi medobčinskimi teritorialnimi zvezami (UTI: Unione teritoriale intercommunale), ki so obstajale do leta 2020, ko so bile v mejah nekdanjih pokrajin ustanovljene »enote deželne decentralizacije«.

## Večje občine
Glavno mesto je Videm, ki šteje skoraj 100.000 prebivalcev, ostale večje občine so (podatki z 31. decembra 2006):
| Občinska središča | Italijansko           | Furlansko | Prebivalci |
| ----------------- | --------------------- | --------- | ---------- |
| Videm             | Udine                 | Udin      | 96.750     |
| Codroipo          | Codroipo              | Codroip   | 15.159     |
| Tavagnacco        | Tavagnacco            | Tavagnà   | 13.783     |
| Latisana          | Latisana              | Tisane    | 13.037     |
| Červinjan         | Cervignano del Friuli | Çarvignan | 12.861     |
| Čedad             | Cividale del Friuli   | Cividât   | 11.515     |
| Humin             | Gemona del Friuli     | Glemone   | 11.080     |
| Tolmeč            | Tolmezzo              | Tumieç    | 10.539     |

## Zgodovina
Zgodovinsko najpomembnejši kraj nekdanje pokrajine je Oglej, eno od najvažnejših arheoloških najdišč v Italiji. V drugem stoletju je bil Oglej glavno mesto rimske Desete regije, ki je obssegala Istro in vse ozemlje današnje Italije do Trenta in Verone, na jugu pa do reke Pad. V četrtem stoletju, pod Bizantinci, je bilo mesto Videm med najpomembnejšimi v cesarstvu, največji pomen pa je imelo v odbobju vladavine oglejskih patriarhov. Oglejski patriarhat je kot cerkvena oblast trajal od leta 568 do leta 1751, kot politična enota pa od leta 1077 do leta 1445, ko je oblast prevzela Beneška republika. Gospodoval je ozemlju današnje Furlanije, Istre in delno Slovenije.

### Beneška Slovenija
Posebno zgodovino je doživelo ozemlje skrajnega vzhoda pokrajine, ki zavzema Nadiške doline in Tersko dolino, torej območje, ki je znano pod imenom »Beneška Slovenija«. Zaradi svoje obmejne lege je to ozemlje že pod Langobardi uživalo posebno avtonomijo, v zameno za stalno vojaško pripravljenost: prebivalstvo je bilo oproščeno tlake in davkov, imelo je svoja sodišča, a se ni smelo odseliti. To stanje je ostalo nespremenjeno tudi pod vladavino Oglejskega patriarhata in nato pod Beneško republiko, a se je bistveno spremenilo pod Habsburžani, ki so deželo upravno izenačili z ostalimi posestvi. Ko so leta 1866 prišli na oblast Italijani, so področje, prav zaradi polpretekle zgodovine, opredelili kot "politično nezanesljivo" in uvedli so najstrožjo italijanizacijo sicer slovenskega prebivalstva. Fašizem je stanje še poslabšal. Zaradi političnega dogajanja in predvsem zaradi popolne odsotnosti direktnih prometnih zvez z današnjo Slovenijo, slovenska manjšina ni prejela dovolj podpore s strani matične države. To je privedlo do jezikovne izolacije in do nastanka samostojnega slovenskega narečja, ki je popolnoma različno od goriškega in tržaškega in močno odstopa od uradne slovenščine. Razen prizadevanj lokalnega časopisa Novi Matajur, to narečje ni bilo preučeno; danes ga govorijo večinoma le starejši ljudje.

## Jezikovne manjšine
V Pokrajini Videm so bile priznane manjšine, ki govorijo furlanski, slovenski in nemški jezik. Furlanščina je zaščitena v 126 občinah, slovenščina v 15 občinah, nemščina pa v 5 občinah. Pokrajinski svet je dne 26. aprila 2001 določil zaščito slovenščine v sledečih občinah:
- Ahten (Attimis)
- Dreka (Drenchia)
- Fojda (Faedis)
- Garmak (Grimacco)
- Bardo (Lusevera)
- Naborjet - Ovčja vas (Malborghetto-Valbruna)
- Prapotno (Prepotto)
- Podbonesec (Pulfero)
- Rezija (Resia)
- Podutana (San Leonardo)
- Špeter Slovenov (San Pietro al Natisone)
- Srednje (Stregna)
- Sovodnje (Savogna di Cividale)
- Tipana (Taipana)
- Trbiž (Tarvisio)

## Naravne znamenitosti
Zaščitena območja:
- Deželni park Julijskih Predalp (Parco naturale delle Prealpi Giulie)
- Deželni park Furlanskih Dolomitov (Parco naturale delle Dolomiti Friulane)
- Državni rezervat Bela Nadiža (Riserva naturale Rio Bianco)
- Krajinski park Karnijskih gričev (Parco intercomunale di Villa Santina)
- Naravni rezervat jezera Cornino (Riserva naturale del Lago di Cornino)
- Naravni rezervat izliva reke Stella (Riserva naturale Foci dello Stella)
- Mokrišče Valle Canal Novo (Riserva naturale Valle Canal Novo)
- Biotop izvirov pri Codroipu (Biotopo Risorgive di Codroipo)